# Yibal
Yibal és el jaciment petrolífer més gran d'Oman. Entrà en servei el 1968 i assolí un pic de gairebé 250.000 barrils diaris (40.000 m³/d). Des d'aleshores ha entrat en declivi i a data de 2005 produïa uns 88.000 barrils diaris (14.000 m³/d). L'operador principal del jaciment és Petroleum Development Oman. Les instal·lacions de Yibal disposen d'un aeroport (codi OACI: OOYB).